# بقصقص
بقصقص مزرعة في هضبة مصياف غرب محافظة حماة، تتبع قرية كفر عقيد ناحية قرى مركز ومنطقة مصياف، محافظة حماة.
تقع على سفح هضبة ظهرة الرحالة (461م) تنحدر شمالاً باتجاه وادي نهر الساروت تبعد 5كم إلى الشمال من قرية كفر عقيد. تقوم على أطلال منطقة أثرية من مظاهرها خربة وادي الطاحون إلى جنوبها الغربي بـ 2كم، وفي المنطقة آثار كهوف ومغاور وقناة للري مقطعها 1م2 على الجانب الأيسر من نهر الساروت يعتقد أنها حفرت منذ العصر الروماني لري مجموعة من القرى، ولتصل إلى قصر ابن وردان على بعد 60كم شمال شرق مدينة حماة. مساكنها القديمة طينية-حجرية والحديثة أسمنتية. يعتمد السكان على الزراعة البعلية والمرواة من نهر الساروت ويربون الماشية. حاصلاتها: الحبوب والخضر والقطن. تشرب من المياه المجمعة. تربطها بقرية كفر عقيد طريق فرعية مزفتة.

## السكان
يبلغ عدد السكان في قرية بقصقص حوالي 500 نسمة.

## الديانة
مسلمون